# Kakashi Hatake
Kakashi Hatake (はたけカカシ, Hatake Kakashi), apelidado como O Ninja Copiador ou O Ninja Que Copia, é um personagem fictício da série de mangá e anime Naruto criada por Masashi Kishimoto. Na história, Kakashi é o professor do Time 7, que consiste nos principais personagens da série, Naruto Uzumaki, Sasuke Uchiha e Sakura Haruno. Ele é inicialmente retratado como um indivíduo distante e apático, mas conforme a série avança, sua lealdade a seus amigos e alunos torna-se cada vez mais aparente. O passado de Kakashi foi extensivamente explorado na série, resultando em um gaiden dedicado às suas experiências passadas. Kakashi apareceu em várias peças da mídia de Naruto, nos filmes apresentados na série, nas animações de vídeo originais e nos jogos eletrônicos.
Kakashi foi originalmente criado por Kishimoto para ser um professor severo, mas o autor decidiu evitar isso. Em vez disso, ele o tornou mais generoso para acalmar seus alunos em situações difíceis a ponto de dar-lhe traços femininos. O design de Kakashi deu dificuldades a Kishimoto como resultado de ter a maior parte de seu rosto coberto e, como resultado, era difícil mostrar suas emoções. Para a série de anime, ele é dublado por Kazuhiko Inoue em japonês e Élcio Sodré na dublagem brasileira.
Numerosas publicações de anime e mangá elogiaram e criticaram o personagem de Kakashi. Embora ele tenha sido considerado um eco semelhante de personagens de mangá shōnen avulsos, a dualidade dos lados apáticos e sérios de Kakashi foi elogiada. Kakashi tem sido muito popular entre a base de leitores de Naruto, ficando em alta em várias pesquisas de popularidade. Diversos merchandisings baseadas em Kakashi também foram lançadas, incluindo chaveiros e bonecos de pelúcia.

## O personagem

### Descrição
Durante a escolha do apelido, Kishimoto acabou falecendo mas antes decidiu usar "Hatake" que, na tradução literal em português, é "campo cultivado", enquanto no que se refere ao nome, o autor escolheu "Kakashi" ou espantalho. Às vezes no mangá aparecem mesmo alguns espantalhos, por exemplo, no confronto entre Kakashi e a Team 7 e na capa do terceiro volume. Kishimoto afirmou que na origem o nome do personagem tinha que ser Enoki, depois descartado em favor do nome final.
Masashi Kishimoto tinha pensado em inserir um curto cameo de Kakashi no segundo capítulo do mangá mas, depois de ter falado com o seu editor, decidiu colocá-lo no terceiro. Na história rejeitada, Naruto regressava à casa e encontrava pela primeira vez Kakashi na soleira da sua porta. Este Kakashi concebido por Kishimoto mantinha todos os aspectos do original aperfeiçoado em sequência, mas era muito provocador e sinistro.

### Máscara
Kakashi usa sempre uma máscara que lhe cobre o rosto até acima do nariz, e nunca foi visto sem ela: No entanto parece que Kakashi é muito atraente, tanto que nas poucas ocasiões em que, ao longo da história, tirou a máscara para muitas pessoas, tanto homens como mulheres, ficam fascinadas pela beleza do personagem. Durante um episódio filler da primeira temporada de Naruto, o Naruto, Sasuke e Sakura fazem de tudo para vê-lo sem a máscara, mas no final quando conseguem, ficam desapontados ao descobrir que sob ela há outra igual a anterior. Além disso, uma parte da bandana é geralmente vista diagonalmente, cobrindo o seu olho esquerdo (com o sharingan) do rosto do personagem.
O rosto do Kakashi é muitas vezes um objecto de discussão de numerosos omake de Masashi Kishimoto; num destes, os cães invocados geralmente por Kakashi tentam lembrar o rosto do seu companheiro, mas percebem que cada um deles se lembra de uma versão diferente do rosto do ninja. Em 25 de abril de 2015, dia em que foi aberta a Tóquio a mostra de Naruto, Masashi Kishimoto num databook adicional à mostra revela o verdadeiro rosto de Kakashi, a qual não tem nenhum defeito físico, sendo muito fascinante, com um pequeno sinal na parte esquerda do queixo.

### Personalidade
Quando criança, mais precisamente após o suicídio de seu pai, Kakashi começou a seguir rigorosamente os preceitos ninja, em especial o segundo o qual o sucesso da missão vem antes da salvação dos companheiros de equipe e o respeito de todas as regras: Nesse período se mostra arrogante e presunçoso, tratando muitas vezes com aqueles que não considera estar à altura das suas capacidades, sejam eles seus pares que superiores. Pela morte do companheiro Obito Uchiha, ocorrida durante uma missão, Kakashi mudou, tornando-se mais semelhante a este, sob alguns aspectos, especialmente considerando mais o trabalho em equipe, o motivo pelo qual apresenta os seus alunos ao teste dos guizos. O novo Kakashi mostra um carácter positivo, alegre e divertido, mas apesar de esta mudança permanece sempre um tipo bastante solitário e reservado; ele nunca parece ter aqueles sinais de arrogância que a sua personalidade na juventude, demonstrando ao contrário sendo extremamente modesto em muitas ocasiões. A sua calma e a sua compostura o ajudam muito em batalha, sobretudo quando se trata de situações terríveis, como no confronto com o Zabuza. Além disso, Kakashi afirma que todas as pessoas importantes a ele estão mortas. O que conhecemos da sua vida privada é que passa parte do seu tempo para fazer uma visita ao monumento dos caídos da aldeia da folha, onde são gravados os nomes dos seus companheiros Rin e Obito. Embora à primeira vista pode ser acusado como uma pessoa superficial ou indiferente, revelou-se em muitas ocasiões uma pessoa responsável e madura se envolvido em questões de importância vital, como aconteceu após a morte de Danzou: embora não amando a posição de Hokage, declarou-se disposto a aceitar o cargo se não tivessem sido escolhidos outros nomes válidos.
Kakashi tem uma rivalidade com o amigo Might Guy, mas ao contrário deste último quase não tem vontade de enfrentar os desafios do camarada. Até agora os desafios entre os dois eram 101 (51 vitórias para Gai e 50 para Kakashi). As provas escolhidas por Kakashi sempre são banais e rápidas para fazer, Guy está muito orgulhoso de cada uma dessas vitórias.
Kakashi tem muitos hobbies, como ele próprio afirma no quarto capítulo do mangá. Mas entre todos os seus passatempos, o favorito do personagem é claro a leitura da série de livros Icha-Icha, um livro para adultos escrito por Jiraiya, um best-seller em Naruto. Kakashi o lê principalmente enquanto está treinando ou quando fala com os seus alunos. Mais adiante na série lê outros livros de Jiraya.

## História

### Passado: Terceira Grande Guerra Ninja
A infância de Kakashi é mostrada em uma série de seis capítulos denominados a história de Kakashi (Kakashi Gaiden) que dividem a história entre a primeira e a segunda série do mangá. Kakashi é o filho de Sakumo Hatake e estudante do Quarto Hokage juntamente com Obito Uchiha e Rin Nohara. Após a morte de seu pai, Kakashi começou a seguir rigorosamente os preceitos ninja, em especial o segundo o qual o sucesso da missão vem antes da salvação dos companheiros de equipe e o respeito de todas as regras. Durante a Terceira Grande Guerra Ninja, Kakashi leva uma missão para destruir um ponte inimiga, de modo a favorecer a vitória de Konoha. Quando Rin é capturada pelos inimigos, Kakashi, inicialmente, decide continuar a missão, mas depois, graças às palavras de Obito decide ajudar a amiga. Durante o confronto com os inimigos, Kakashi perde o olho esquerdo e Obito é enterrado por meio de uma rocha. Antes de morrer, Obito decide de dar o seu sharingan a Kakashi. Ele foge com Rin e, juntamente com o capitão Minato, conseguem destruir a ponte completando a missão.
Algum tempo após os eventos na Ponte Kannabi, Rin foi secretamente sequestrada por Madara Uchiha, sob o pretexto de aliciar Kirigakure. E tinha Isobu selado dentro dela. Ela também foi marcada com o Selo Proibido da Maldição Individual e programado para que a Besta com Cauda saia do controle e deixa-lá solta dentro de Konoha, uma vez que ela e Kakashi voltassem para Konoha. Ela foi logo resgatada por Kakashi. Para garantir a recuperação da Besta com Cauda, vários shinobi de nível jōnin e Anbu de Kiri foram enviados para persegui-los. Presumindo a verdadeira razão pela qual ela foi feita uma jinchūriki, Rin, sendo incapaz de tirar sua própria vida, ela pediu a Kakashi para matá-la, a fim de proteger a vila, mas Kakashi se negou, afirmando que ele havia prometido para Obito que iria protegê-la custe o que custar. Rin, no entanto, mais tarde, optou por suicidar-se, em vez de arriscar a segurança de Konoha que ela alcançou através de colocar-se na frente do Chidori de Kakashi, que era para acertar um ninja de Kiri, empalando-se e morrendo nas mãos do Kakashi. Nos próximos anos, Kakashi tornou-se famoso em todos os cinco grandes países ninjas pelo seu uso prolongado do sharingan, conferindo-lhe a reputação de "o homem que tem copiado mais de mil técnicas", a partir do qual o seu apelido. Kakashi juntou-se também aos Anbu, também como mentor de Yamato. Durante os seus dias de Anbu, Kakashi treinou oito cães ninjas, que o ajudaram em diversas ocasiões. Deixou os Anbu, no entanto, manteve contatos muito fortes com as forças especiais. Mais tarde se tornou um professor de ninja genin. Como o Sarutobi disse a Iruka, Kakashi nunca promoveu um grupo por causa da sua incapacidade de trabalhar em grupo.

### Primeira parte do mangá
Kakashi é escolhido como capitão da equipe 7, composta por Naruto Uzumaki, Sasuke Uchiha e Sakura Haruno. Após ter apresentado, Kakashi apresenta uma prova de sobrevivência para o grupo, que acabam passando.
Assim o grupo começa das missões simples de Rank D como cada equipe genin, mas por causa das queixas de Naruto, o grupo recebe a primeira missão de Rank C, que consiste em proteger Tazuna, um construtor de pontes. A missão, no entanto, se revela de Rank B, pois Tazuna é perseguido por alguns ninjas traidores da aldeia da névoa que querem matá-lo para o seu chefe, Gatou. Kakashi, apesar desta revelação, decide continuar a missão e uma vez que chegou no país das ondas, o grupo se encontra com o shinobi Zabuza Momochi, o famoso Demônio da Vila Oculta da Névoa, com que Kakashi começa um duro combate. No final, Kakashi consegue derrotar o Zabuza, mas este último é salvo pela intervenção de Haku, vestido de ninja rastreador. Após uma semana o grupo encontra Zabuza novamente (junto com Haku), mas dessa vez eles são mortos (junto com o Gatou).
Kakashi, juntamente com o resto do grupo, volta para a aldeia e inscreve os seus alunos, aos testes de seleção chuunin. Assiste os seus alunos a partir das preliminares, na qual sela a Marca da Maldição de Sasuke. Posteriormente treina Sasuke por ocasião da última prova.
Durante o ataque do aldeia por parte de Orochimaru, Kakashi aborda alguns ninjas do som, com a ajuda de Maito Guy, mas não consegue capturar Kabuto que desaparece sob os seus olhos.
Em seguida, após a morte do Terceiro Hokage pelas mãos de Orochimaru, Kakashi aborda Itachi Uchiha para impedi-lo de encontrar Naruto, mas é derrotado facilmente pelo Uchiha que utiliza o seu sharingan hipnótico. Em seguida, Kakashi é salvo pela intervenção dos reforços da folha, mas o combate não prossegue em quanto Itachi, assim como Kisame, decide alcançar Naruto que, entretanto, está prestes a começar com Jiraiya à procura de Tsunade. Kakashi permanece em coma durante um certo período de tempo, para depois ser curado por Tsunade. Quando o Sasuke tenta abandonar a aldeia da folha para se juntar a Orochimaru, Kakashi não consegue parar o estudante. A partir desse momento, Kakashi é oprimido pelo sentimento de culpa por não ter parado o Sasuke.

### Segunda parte do mangá
Após o regresso de Naruto, Kakashi decide colocar à prova o aluno junto com a Sakura. Os dois ninjas passam no teste ao deixá-lo com a guarda baixa revelando o enredo de um livro que estava lendo. Mais tarde, o grupo parte para a Sunagakurea para salvar o Gaara dos membros Akatsuki (organização de ninjas patifes). Durante o confronto com Deidara, Kakashi utiliza o seu sharingan hipnótico para salvar os outros membros do grupo por uma explosão causada pelo membro de madrugada. Depois disso, o grupo consegue salvar Gaara. No entanto, no final da missão, Kakashi é forçado ficar de repouso por mais de 10 dias, devido ao uso excessivo do seu Mangekyou Sharingan e, assim, deixa momentaneamente o Posto de capitão da equipe a Yamato, enquanto o lugar do Sasuke é ocupado por Sai - Shinobi da ANBU. Na sequência Kakashi e Yamato ajudam Naruto durante o treino para aperfeiçoar o Rasengan. Após a morte do amigo Asuma Sarutobi, Kakashi se une a Shikamaru Nara, Chouji Akimichi e Ino Yamanaka e aborda Kakuzu, conseguindo destruir dois dos cinco corações do membro da Akatsuki vindo finalmente salvo pela chegada da equipe Yamato. No final do confronto, Kakashi dá o golpe de misericórdia Kakuzu, derrotado mortalmente pelo rasenshuriken de Naruto.
Em seguida, Kakashi parte com Naruto, Sakura e outros ninjas da folha da procura de Sasuke, mas, quando se encontra a apenas um passo do achado do estudante, é parado por Tobi, com quem contrata um curto combate.
Durante o ataque de Pain à aldeia da folha, Kakashi aborda o deva pain vindo salvou pela chegada de Choza Akimichi e de seu filho que depois serão derrotados. No final Kakashi morre para salvar aconteceu ao chouji durante o confronto com um dos seis corpos de Pain, mas será depois ressuscitou em conjunto com todos os habitantes morreram durante o ataque. Enquanto se encontrava entre a vida e a morte, Kakashi teve uma conversa com seu pai Sakumo, o qual, depois de ter sido perdoado pelo filho, decididas de "prosseguir", para ir finalmente a voltar aos braços de sua esposa.
Enquanto no país do ferro se exercia a assembleia dos kage, Kakashi é inicialmente considerado como um possível sucessor de Tsunade no título de sexto hokage, mas no seu lugar, o conselho do Daimyo escolhe Danzo. Kakashi parte com Yamato e Naruto para perguntar ao raikage de perdoar o Sasuke e de não matá-lo, mas inutilmente. Posteriormente, Kakashi descobre graças a um clone de sabes, que Sakura quer ir matar Sasuke sozinha. E ao mesmo tempo, que o conselho dos kage nomeou ele sexto hokages por causa da traição de Danzo durante o summit. Kakashi decide aceitar, embora de má vontade. Posteriormente, decide partir para encontrar Sakura, juntamente com um clone de sabe e ordena a Yamato de conduzir Naruto da aldeia. Chegou mesmo a tempo no campo de batalha para salvar Sakura da morte certa, Kakashi começa uma luta com o Sasuke, tentando redenção, embora desnecessariamente.
Após a fuga de Sasuke, Kakashi retorna ao aldeia onde é escolhido como novo sexto hokage (dado que Danzou não tinha tido o consentimento dos jounin, então era um candidato, e, além disso, foi morto no confronto com o Sasuke), Mas no último momento, antes da nomeação, o Daimyo recebe a notícia da cura e despertar de Tsunade.

### Quarta grande guerra ninja
Depois que Tobi anuncia o início da quarta guerra mundial ninja, é decidida uma aliança entre as cinco grandes nações e os samurais do país do ferro, que é criado um único grande exército comum e Kakashi é agraciado com o título de general da terceira divisão (Departamento de combate a média-Curta distância). A sua equipa luta assim contra a velha geração dos espadachins da névoa, de volta à vida de Kabuto: neste momento Kakashi consegue derrotar mais uma vez o Zabuza, da sua Curta distância. Depois disso, juntamente com a Gai, salvará Naruto e Killer Bee por fim certo contra Tobi, e começará a enfrentar as forças trazendo com ele evocadas. Estas serão depois derrotas por Naruto, liberandole pelos selos que as mantinham presas a Tobi.
Tarde começa, em conjunto com Naruto, Gai, e Killer Bee, um violento confronto contra Tobi, Durante o confronto Kakashi consegue descobrir o segredo de sua técnica, e, após uma ação combinada entre ele e Naruto, este último consegue partir-lhe a máscara Com o rasengan, mostrando a verdadeira identidade de Tobi, ou seja, Obito. Kakashi sofre um choque tremendo, e tentando entender como é possível que o camarada ainda esteja vivo, tenta fazer com que ele se redima, mas sem sucesso. Obito, percebendo da perigosidade do ninja-cópia, inicia um confronto com ele dentro em outra dimensão para poder isolar do campo de batalha e afastá-lo do monstro. Obito será derrotado pelo ex-companheiro de equipe e, já no fim de vida, decide saltar fora da dimensão e fugir antes que Kakashi dê-lhe o golpe de misericórdia. De volta no campo de batalha, tente de novo matar Obito, agora em fim de vida após a extração dos bijuu, mas é parado pelo seu ex-Mestre Minato, que persuade o ninja copia a não matar Obito.
Durante o período em que a Naruto é extraída a raposa de nove caudas de Madara, colabora com Obito, para tentar extrair Madara a parte yin da raposa. Durante a batalha perderá sharingan para mão de Madara e voltará a ter o seu olho esquerdo perdi anos antes graças a Naruto que adquiriu os poderes yang do Eremita. Na sequência Madara activa o tsukuyomi infinito, prendendo todo o mundo na ilusão, mas a equipe 7 consegue salvar-se graças ao rinnengan de Sasuke. Obito controlado pelo Zetsu Negro ataca depois Madara às costas, revelando ser, na realidade, a vontade da princesa Kaguya, a mãe do Sábio dos seis caminhos. Após a morte de Obito pelas mãos de Kaguya, recebera, pelo falecido amigo, ambos os sharingan e salvara Sakura do ataque de Kaguya, usando o susanoo, atingindo a forma perfeita apesar de não possuir sharingan hipnótico eterno graças ao poder de hagoromo ootsutsuki que Obito tinha adquirido, tomando parte do poder de Madara. Com seus novos poderes, Kakashi ajuda Sasuke, Naruto e Sakura a prosseguir a luta, ajudando significativamente os dois primeiros a selar a mulher. Uma vez derrotado o inimigo, o poder de Obito deixa o corpo de Kakashi, assim pode finalmente encontrar a paz na outra vida junto a Rin. Kakashi, deste modo, perde para sempre o sharingan. Chegara depois Naruto e Sasuke no vale do fim, onde, após terminado a luta, encontrara os seus dois alunos extenuados ao solo, e sem um braço de ambos, e Sakura, protetora dos dois. Após o confronto entre Naruto e Sasuke, Kakashi substitui a Tsunade sendo nomeado Sexto Hokage.

### Conclusão
Alguns anos após o fim da guerra decide abdicar e deixar o seu lugar a naruto, que será nomeado Sétimo Hokage.

## Capacidade ninja

Mangekyou Sharingan do Kakashi

Sharingan Hipnótico de Obito Uchiha, Kakashi é um dos maiores especialistas de técnicas mágicas da aldeia da folha, e dizem que é o mais forte de todos os jonnin de Konoha. As suas habilidades e a sua experiência o tornam um ninja extremamente perigoso e temível, embora desde criança era considerado um génio.
A sua técnica mais poderosa que a inventou de pessoa e é também a única que não copiou: o Golpe dos mil pássaros Chidori, um acúmulo de chakra transformado em electricidade na palma da mão e em volta dela que pode perfurar o inimigo com um só golpe. Kakashi também o chama de espada relâmpago Raikiri, uma vez que se diz que uma vez que tenha conseguido cortar um relâmpago com esta técnica. Sendo uma técnica para executar a velocidade elevada, se você não possui o sharingan é muito difícil acertar o inimigo, na medida em que não se pode prever um eventual contra-ataque.
Kakashi é capaz também de evocar oito cães ninjas (忍犬 Ninken), úteis tanto para atacar e que para encontrar o inimigo, mas também para enviar informações. O mais usado entre os oito cães é Pakkun que consideram que se parece um pug.
Obteve sharingan durante a terceira grande guerra ninja: os foi de fato, doado pelo companheiro Obito Uchiha após ter ficado debaixo de uma pedra mesmo para salvar Kakashi. Sharingan é certamente muito útil em batalha, uma vez que permite prever e copiar todas as técnicas dos adversários, exceto as habilidades inatas, mas como Kakashi não faz parte do Clã Uchiha o seu corpo Não consegue suportar a longo o poder sem se cansar. Sharingan e o fato de não pertencer ao Clã Uchiha o tornaram famoso com dois apelidos "Kakashi do sharingan" e "Kakashi, o ninja cópiador", uma vez que, ao longo da sua história, como afirmam o Zabuza e ele próprio, foi copiado mais de mil Técnicas Ninja diferentes. Ao longo da segunda parte do mangá, torna-se evidente que o ninja é capaz de suportar com mais eficácia do sharingan, utilizando-a para períodos de tempo mais sem sofrer os efeitos colaterais típicos da primeira parte do mangá. O olho de Kakashi está sempre activo, precisamente porque não sendo um Uchiha não pode desativá-lo: para não desperdiçar energia quando não utiliza-o Kakashi o mantém coberto com coprifronte.
Na segunda parte do mangá o ninja demonstra ter desenvolvido sharingan hipnótico, graças ao qual é capaz de usar o kamui (神威 Literalmente "poder dos deuses"), que lhe permite obter o controlo spaziodimensionale da realidade, através da qual consegue teletransportar partes do corpo ou objetos em uma outra dimensão, mas um número de vezes extremamente limitado. Na verdade esse olho eu tinha desenvolvido poucos anos após a aquisição do mesmo olho, quando matou Rin. Visto que Obito presenciou a cena, o dor empurrou o olho de Obito a atingir o estádio a três tomoe e logo após isso também hipnótico, e sendo o olho transplantado em Kakashi conectado ao seu utilizador original, mesmo ao seu aconteceu o mesmo. Provavelmente, por causa da imensa quantidade de chakra pedido unida ao facto de não ser um Uchiha, Kakashi não pôde usá-lo se não uma vintena de anos depois.
Kakashi Perde Sharingan contra Madara Uchiha, para depois recupera-lo em ambos os olhos quando o chakra do falecido Obito trasmigra no seu corpo, dando-lhe um poder extraordinário, igual ao do sharingan hipnótico eterno, mas apenas por um curto período de tempo. No final da batalha, Kakashi perderá para sempre do sharingan.
Kakashi foi considerado por muito tempo um bom candidato para a posição de hokages por causa da sua força e da sua fama (basta pensar que é reconhecido imediatamente por cada adversário que aborda, como no confronto contra Kakuzu e Hidan), da sua inteligência e do facto de ter sido aluno do quarto hokage Minato Namikaze, bem como o filho da temível "presa branca da folha", Sakumo Hatake.

## Dublagem
Na versão original japonesa, Kakashi é dublado em todos os meios de comunicação por Kazuhiko Inoue por adulto e por Mutsumi Tamura de rapaz.
Em Itália, em contrapartida, o personagem é dublado por Andrea Oldani quando é criança, enquanto um adulto tem a voz de Claudio Moeda em todas as suas aparições, com excepção dos episódios de 72 a 104 do Shippuden, em que, sendo Estado envolvido em um acidente de viação, é substituído pelo colega Gianluca Iacono.

## Em outras mídias
Kakashi é um dos personagens mais presentes em Naruto, tanto no mangá e anime. Aparece em muitos filmes, sempre na companhia dos seus alunos. No primeiro filme, Kakashi viaja com a sua equipa à aldeia da neve para derrotar dotou. Durante a missão, Kakashi encontra-se a fazer face a nadare rouga, o qual vem de ele derrotado. No terceiro filme, Kakashi participa numa missão em companhia de Naruto, Sakura e Rock Lee em que colide com os homens De Shabadaba, o usurpador do aldeia da lua. Kakashi também está presente nos filmes de Naruto Shippuden: no primeiro filme de naruto shippuden aborda os inimigos do inimigo de turno e nos seguintes, encontra-se em Combater os ninjas do país do céu comandado por Shinno e depois Hiruko, o qual tenta tomar posse do seu sharingan. No filme Naruto shippuden - a torre perdida, se vê Kakashi por pequeno em uma missão em companhia de Minato Namikaze, Shibi Aburame, Chōza Akimichi. Kakashi também está presente em muitos aviation, juntamente com Naruto e Konohamaru Sarutobi e outros personagens.
Kakashi também aparece em muitos jogos, entre os quais a série de Naruto: Clash of Ninja e a série de Naruto: Ultimate Ninja.
Em alguns você também pode usar Kakashi em modo Anbu e com o aspecto em Kakashi gaiden.
No mangá Naruto aparece a sua paródia: "Kagate Kakasi".